# Ridderorden in Schwarzburg-Sondershausen
Het kleine Thüringse vorstendom Schwarzburg-Sondershausen heeft een ridderorde en enige andere decoraties en medailles gekend.
- Het Vorstelijk Schwarzburgs Erekruis

De ridderorde werd in Schwarzburg-Rudolstadt ingesteld en na 1857 door de twee vorstendommen gedeeld.
In 1909 werden de vorstendommen in een personele unie verenigd. Vorst Günther Victor van Schwarzburg stelde drie jaar later een ridderorde voor de twee vorstendommen in.
- De Orde van Verdienste voor Kunst en Wetenschap (1912)
- Het in 1915 gestichte Ereteken van Anna-Luise (Duits: "Anna-Luisen-Verdienstzeichen") kan tot de Damesorden worden gerekend

In 1918 viel de monarchie en in 1919 werd de Vrijstaat Schwarzburg-Rudolstadt gesticht, die reeds in 1920 opging in de vrijstaat Thüringen. Deze vrijstaat heeft geen onderscheidingen gekend.